# Apogon fraenatus
Apogon fraenatus es una especie de pez de la familia de los apogónidos en el orden de los perciformes.

## Morfología
Los machos pueden alcanzar los 10 cm de longitud total.

## Distribución geográfica
Se encuentran desde el Mar Rojo hasta Durban (Sudáfrica), las Tuamotu, las Islas Ryukyu y Nueva Gales del Sur (Australia).